# Mulleripicus fulvus
El picatroncos de Célebes (Mulleripicus fulvus) es una especie de ave piciforme de la familia Picidae endémica de Indonesia. 

## Distribución y hábitat
Se encuentra únicamente en las selvas de la isla de Célebes y algunas pequeñas islas circundantes.